# Péterffy Tamás
Péterffy Tamás, azaz Thomas Peterffy (Budapest, 1944. szeptember 30. –) magyar származású amerikai üzletember, milliárdos. Az Interactive Brokers alapítója, elnöke és legnagyobb részvényese. Műszaki rajzolóként dolgozott, miután az Egyesült Államokba érkezett, később lett számítógépes programozó. 1977-ben helyet vásárolt magának az Amerikai Értéktőzsdén, majd, idővel döntő szerepet játszott az értékpapírok első elektronikus kereskedelmi platformjának létrehozásában. 2024 márciusában a Forbes 34,4 milliárd dollárra becsülte nettó vagyonát, ezzel a világ 46. leggazdagabb embere.

## Életpályája
Egy kórházi alagsorban született, ahová édesanyja egy szovjet légitámadás elől menekült. Apja, Péterffy Ferenc, az 1956-os forradalom és szabadságharc bukása után menekült az Egyesült Államokba. Péterffy Tamás mérnöki tanulmányait abbahagyva 1965-ben ment az Egyesült Államokba, hogy találkozzon édesapjával. Apja, aki ekkorra második feleségével New Yorkban élt, nem tudott szállást biztosítani fia számára, ehelyett adott neki 100 dollárt, hogy kezdjen vele s magával valamit. Így indult útjára a pénztelen, koldus szegény menekült 100 dollárral, hogy aztán milliárdos váljék belőle.
Amikor New Yorkban elkezdte az életét, még egyáltalán nem beszélt angolul. Péterffy karrierjét az Egyesült Államokban műszaki rajzolással kezdte, egy tervezőcég autópályatervein dolgozott. Ennél a cégnél önként vállalta egy újonnan vásárolt számítógép programozását, mely aztán meghatározta a jövőjét.
Miután sikerült neki egy kis pénzt félretennie, otthagyta állását és helyet vásárolt magának az Amerikai Értéktőzsdén a részvényopciókkal való kereskedés területén. Pénzügyi karrierje során következetesen arra törekedett, hogy a kézi folyamatokat hatékonyabb, automatizált folyamatokra cserélje. A kereskedési napok során egész nap kódolta fejébe az adatokat, hogy aztán azokat órákon keresztül tesztelje a számítógépesített kereskedési modelljében. Péterffy komoly aggodalmat váltott ki a brókerek körében azzal, hogy a 80-as évek elején hordozható számítógéppel jelent meg a tőzsde parkettjén. Idővel aztán az ebből a vállalkozásából jött létre az Interaktív Brokers cége.
Az ügyvezetéstől 2019-ben vált meg.
Az ezzel kapcsolatos sajtóközleményében így fogalmaz:
"Minden energiámat ennek a vállalatnak az építésére fordítottam az elmúlt 42 évben és semmit sem szeretnék jobban, mint örökké itt dolgozni. Ugyanakkor, ahogy öregszem, tudomásul kell vennem, hogy Milan [Galik] sokkal jobban tudja majd vezetni a céget, mint ahogy én vezetném. Egymás mellett állunk majd a kormánykerék mögött, az üzlet ereje, a platform minősége tovább fog növekedni és az Interactive Brokers lesz a világ legnagyobb bróker cége. Nagyon örülök, hogy változatlanul együtt dolgozhatunk, jó, hogy ez így alakulhat. Szándékom szerint a vállalatnál maradok és dolgozom egészen addig, amíg csak segítségül lehetek."
Mint az a fentiekből kitűnik, Milan Galik követte az ügyvezető igazgatói székben.
A Brexitet követően, 2021-ben, felszámolták európai központjukat Londonban és két új kontinentális központba szervezték ki annak tevékenységét: ettől kezdve a nyugat-európai üzletfeleik kiszolgálását írországi leányvállalatuk végezte, míg a Közép-Európában működésük központjává Budapestet tették. Péterffy, elmondása szerint, azért döntött Budapest mellett, mert meggyőződése szerint az unikális magyar nyelv és a  sajátos magyar logika átlagon felüli jövedelmezőséget eredményez; emellett evvel is törleszteni akart abból az adósságból, amivel szülőhazájának tartozott. A Magyarországon megalapított, budapesti leányvállalatuk, az Interactive Brokers Central Europe Zrt. az alapítást követően a Budapesti Értéktőzsde (BÉT) tagja lett.

## Vagyona
Péterffyé az Interaktív Brokers Group 75 százaléka, ezzel, a Forbes 2021-es adatai alapján, nettó vagyonát 25 milliárd dollárra becsülik. Ugyanebben az évben Péterffy Tamás volt a 65. leggazdagabb ember a világon, egyben a világ leggazdagabb magyarja, megelőzve például Soros Györgyöt, Charles Simonyit és Udvarházy Ferenc Istvánt.

## Magánélete
Elvált, három gyermeke van. Megszállott lovas. Palm Beachben, Floridában él. Connecticuti 80 hektáros birtokát 2015-ben 65 millió dollárra becsülték, de végül "csak" 21 millióért tudta eladni.
A 2016-os amerikai elnökválasztási kampány során Péterffy 100 000 dollárral támogatta Donald Trumpot, a republikánusok elnökjelöltjét, aki aztán megnyerte a választásokat.
Több alkalommal találkozott Orbán Viktor miniszterelnökkel, akit a támogatásáról biztosított. A miniszterelnök 2017-ben a Magyar Érdemrend nagykeresztje polgári tagozatával tüntette ki Péterffy Tamást. A kitüntetést Áder János államfő adományozta az Egyesült Államokban élő üzletembernek a Washingtonban létrehozandó Kommunizmus Áldozatai Emlékmúzeum aktív és önzetlen támogatásában is kifejeződő értékorientált közéleti szerepvállalása, valamint a Magyarország jó hírét gyarapító érdemei és példaértékű életútja elismeréseként.

## Díj, elismerés
- A Magyar Érdemrend nagykeresztje polgári tagozata (2017)[18]